# Chantamèrla de Tinh
Chantamèrle  en occità i en francès Chantemerle-les-Blés és un municipi francès situat al departament de la Droma i a la regió d'Alvèrnia-Roine-Alps. L'any 2007 tenia 1.082 habitants.

## Demografia

### Població
El 2007 la població de fet de Chantemerle-les-Blés era de 1.082 persones. Hi havia 390 famílies de les quals 66 eren unipersonals (27 homes vivint sols i 39 dones vivint soles), 137 parelles sense fills, 164 parelles amb fills i 23 famílies monoparentals amb fills.
La població ha evolucionat segons el següent gràfic:
Habitants censats

### Habitatges
El 2007 hi havia 446 habitatges, 402 eren l'habitatge principal de la família, 30 eren segones residències i 14 estaven desocupats. 413 eren cases i 30 eren apartaments. Dels 402 habitatges principals, 323 estaven ocupats pels seus propietaris, 67 estaven llogats i ocupats pels llogaters i 13 estaven cedits a títol gratuït; 2 tenien una cambra, 13 en tenien dues, 42 en tenien tres, 111 en tenien quatre i 234 en tenien cinc o més. 334 habitatges disposaven pel capbaix d'una plaça de pàrquing. A 146 habitatges hi havia un automòbil i a 242 n'hi havia dos o més.

### Piràmide de població
La piràmide de població per edats i sexe el 2009 era:
| Homes | Edats   | Dones |
| ----- | ------- | ----- |
| 0     | 95 o +  | 0     |
| 4     | 90 a 94 | 0     |
| 8     | 85 a 89 | 8     |
| 4     | 80 a 84 | 12    |
| 8     | 75 a 79 | 16    |
| 8     | 70 a 74 | 4     |
| 28    | 65 a 69 | 12    |
| 16    | 60 a 64 | 20    |
| 36    | 55 a 59 | 24    |
| 20    | 50 a 54 | 36    |
| 24    | 45 a 49 | 20    |
| 40    | 40 a 44 | 40    |
| 32    | 35 a 39 | 44    |
| 20    | 30 a 34 | 36    |
| 24    | 25 a 29 | 20    |
| 20    | 20 a 24 | 24    |
| 24    | 15 a 19 | 32    |
| 56    | 10 a 14 | 36    |
| 44    | 5 a 9   | 20    |
| 8     | 0 a 4   | 12    |

## Economia
El 2007 la població en edat de treballar era de 706 persones, 545 eren actives i 161 eren inactives. De les 545 persones actives 500 estaven ocupades (278 homes i 222 dones) i 46 estaven aturades (20 homes i 26 dones). De les 161 persones inactives 61 estaven jubilades, 55 estaven estudiant i 45 estaven classificades com a «altres inactius».

### Ingressos
El 2009 a Chantemerle-les-Blés hi havia 409 unitats fiscals que integraven 1.123,5 persones, la mediana anual d'ingressos fiscals per persona era de 17.575 €.

### Activitats econòmiques
Dels 37 establiments que hi havia el 2007, 2 eren d'empreses alimentàries, 14 d'empreses de construcció, 6 d'empreses de comerç i reparació d'automòbils, 6 d'empreses de transport, 2 d'empreses d'hostatgeria i restauració, 2 d'empreses immobiliàries, 1 d'una empresa de serveis, 2 d'entitats de l'administració pública i 2 d'empreses classificades com a «altres activitats de serveis».
Dels 13 establiments de servei als particulars que hi havia el 2009, 3 eren paletes, 3 guixaires pintors, 3 fusteries, 2 lampisteries, 1 perruqueria i 1 restaurant.
Dels 4 establiments comercials que hi havia el 2009, 1 era una botiga de menys de 120 m², 1 una fleca, 1 una botiga d'equipament de la llar i 1 una sabateria.
L'any 2000 a Chantemerle-les-Blés hi havia 50 explotacions agrícoles que ocupaven un total de 480 hectàrees.

## Equipaments sanitaris i escolars
El 2009 hi havia una escola elemental.

## Poblacions més properes
El següent diagrama mostra les poblacions més properes.